# Giro podaljšana petstrana bikupola
| Giro podaljšana petstrana bikupola | Giro podaljšana petstrana bikupola         |
| ---------------------------------- | ------------------------------------------ |
| Rhombohedron                       |                                            |
| Vrsta                              | Johnsonovo telo J45-J46-J47                |
| Stranske ploskve                   | 3.10 trikotnikov 10 kvadratov 2 petkotnika |
| Robovi                             | 70                                         |
| Oglišča                            | 30                                         |
| Dualni polieder                    | -                                          |
| Konfiguracija oglišča              | 10(3.4.5.4) 2.10(34.4)                     |
| Simetrijska grupa                  | D5                                         |
| Lastnosti                          | konveksna, kiralna                         |

Giro podaljšana petstrana bikupola je eno izmed Johnsonovih teles (J46). Kot že samo ime kaže, ga lahko dobimo tako, da podaljšamo petstrano bikupolo (J30 ali J31) tako, da vrinemo desetstrano antiprizmo med njeni skladni polovici.
Giro podaljšana petstrana bikupola je eno izmed kiralnih Johnsonovih teles. To pomeni, da imajo svojo levo in desno obliko.
V letu 1966 je Norman Johnson (rojen 1930) imenoval in opisal 92 teles, ki jih imenujemo Johnsonova telesa.